# Březské
Březské (in tedesco Brzeskiho) è un comune ceco situato nel distretto di Žďár nad Sázavou, nella regione di Vysočina.